# Gerlind Wüller
Gerlind Wüller (geboren 28. Mai 1934) ist eine deutsche Juristin. Sie war von 1977 bis 1996 Richterin am Bundespatentgericht in München.

## Beruflicher Werdegang
Wüller war Regierungsdirektorin, bis sie zum 7. Juli 1977 zur Richterin am Bundespatentgericht ernannt wurde. Dort war sie als rechtskundiges Mitglied im 17. Senat, einem Technischer Beschwerdesenat, und als regelmäßige Vertreterin des rechtskundigen Mitglieds im 33. Senat, einem Beschwerdesenat für Sortenschutzsachen, tätig. Da im Bundespatentgericht mehrheitlich naturwissenschaftlich ausgebildete Richter tätig sind, werden die Juristen als „rechtskundige Mitglieder“ bezeichnet.
Wüller wurde 1996 auf eigenen Antrag in den Ruhestand verabschiedet.

## Veröffentlichungen
- Rudolf Busse, Emmi Woesler (Hrsg.): Warenzeichengesetz. Nebst Pariser Verbandsübereinkunft und Madrider Abkommen. Kommentar. Neu bearbeitet von Rudolf Busse, Emmi Woesler, Hanstheo Raab, Gerlind Wüller. 5. Auflage. Walter de Gruyter GmbH & Co KG, 2019, ISBN 978-3-11-139765-8.